# Донская улица (Москва)
Донска́я у́лица — старинная улица на юго-западе центра Москвы на Якиманке и в Донском районе между проездом Апакова и 2-м Верхним Михайловским проездом.

## История
Названа в XVII веке по Донскому монастырю. В составе улицы — часть бывшего 2-го Донского переулка (в 1924—1936 годах — 2-й Обозный переулок).

## Описание
Донская улица начинается от проезда Апакова немного южнее Калужской площади и проходит на юго-запад, расходясь под острым углом с Ленинским проспектом (на западе) и Шаболовкой (на востоке). Пересекает улицу Академика Петровского, справа к ней примыкает Малый Калужский переулок, затем слева — 1-й Донской проезд, за которым улица поворачивает западнее, а затем — на юг, огибая Донской монастырь. Справа примыкает улица Стасовой, затем проходит вдоль восточной стороны Донской площади, за которой на улицу выходит 4-й Донской проезд. Пересекает улицу Орджоникидзе, затем 1-й Верхний Михайловский проезд и продолжается вплоть до 2-го Верхнего Михайловского проезда.

## Примечательные здания и сооружения
По нечётной стороне:
- № 1 — гостиница «Академическая»;

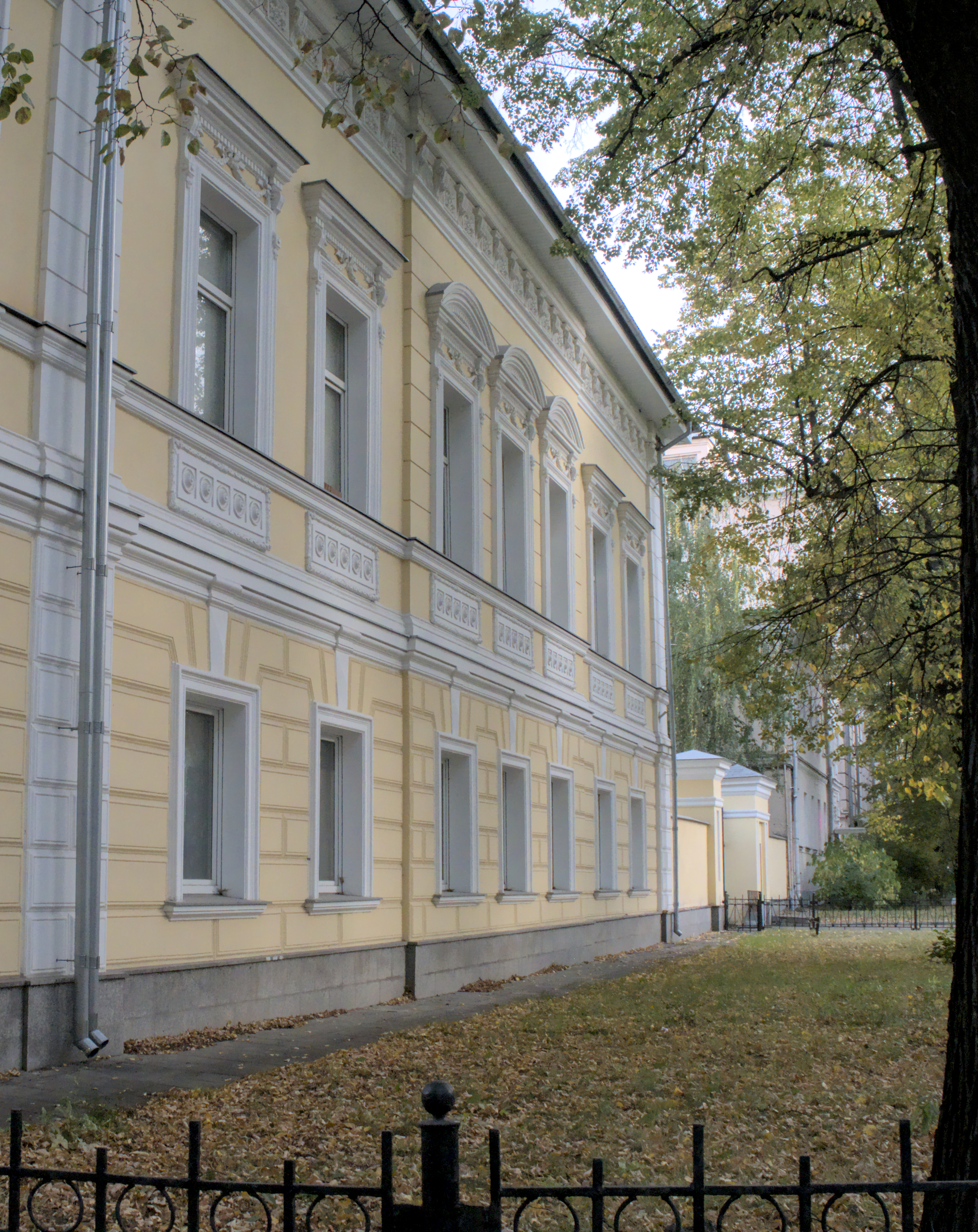
№ 7с1, Усадьба Солодовниковых-Простяковых, жилой дом.

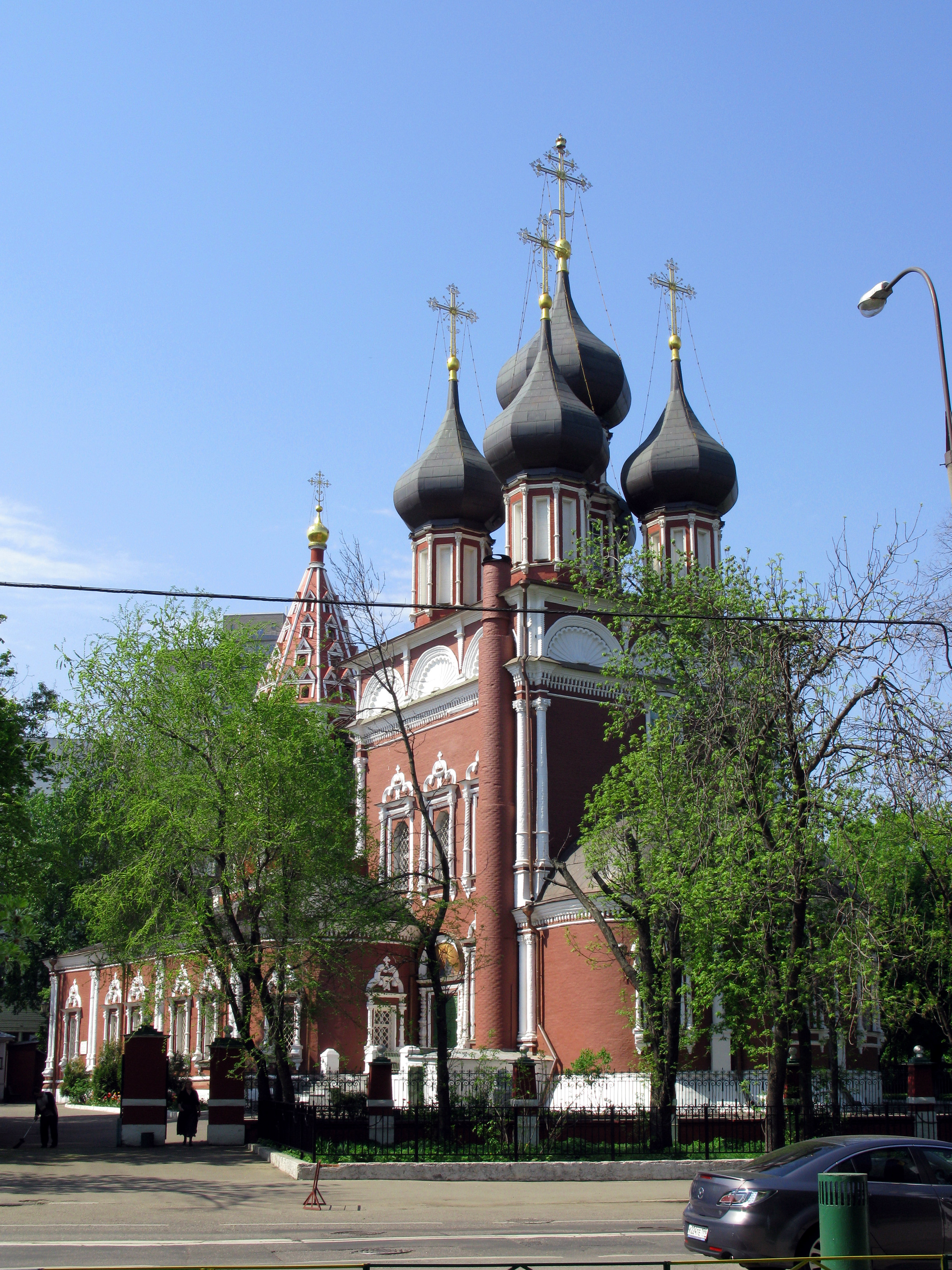
№ 20, Храм Ризоположения на Донской на углу с улицей Академика Петровского.

- № 3 — отделение связи № 49-В-119049;
- № 7 — бывшая усадьба Солодовниковых-Простяковых, жилой дом 1885 г., 1913 г.., архитекторы А. О. Гунст, Г. С. Мосашвили[1];
- № 9 — библиотека № 47 ЦАО; Музей предпринимателей, меценатов и благотворителей;
- № 11, строение 1 — Гагаринский районный суд (районы: Академический, Гагаринский, Ломоносовский, Обручевский);
- № 13, строение 1 — Обибанк;
- № 15 — РАО Роснефтегазстрой;
- № 21 — лицей № 1546 «Плехановец»; школа № 570;
- № 29 — бывший особняк, выстроен в 1903 г. техником архитектуры И. Климовым для купчихи А. П. Мельниковой;
- № 33, строение 1 — дом Кушашниковых (XVIII век), после перестройки - Дом культуры Московского государственного текстильного университета им. А. Н. Косыгина; Московский государственный симфонический оркестр для детей и юношества;
- № 37 — Арнольдо-Третьяковскон училище для глухонемых детей (1873, архитектор Александр Каминский), сейчас — лицей № 1553 «на Донской»; Дом научно-технического творчества молодёжи;
- № 37, корпус 3 — Московское объединение ветеринарии;
- № 43 — Ансамбль городской клиники нервных болезней доктора Л. С. Цейтлина (с 1914 — Шаболовский филиал Городской психиатрической больницы им. Алексеева) (1913—1914, архитектор Е. В. Шервинский)[2], ныне — Клиника неврозов СКБ № 8 им. З. П. Соловьева;

По чётной стороне:
- № 4, строение 3 — банк «Флора-Москва»;
- № 6 — жилой дом. Здесь жил философ Мераб Мамардашвили[3].
- № 6[уточнить] — Управление по ЦАО Главного управления МЧС по Москве;
- № 8 — Московское общество греков;
- № 10 — Французская академия красоты и образования; школа № 16;
- № 12, корпус 1-2 — посольство Республики Судан;
- № 20 — Храм Ризоположения на Донской;
- № 14, строение 2 — Русславбанк;
- № 18/7 (1-й этаж) — посольство Республики Конго.